# Nederland in de Nations League 2018/19
Nederland neemt deel aan de Nations League 2018/19. Deze voetbalcompetitie werd in 2018 door de UEFA geïntroduceerd. Nederland doet dus, net als alle andere landen, voor het eerst mee.

## Loting
Voor de eerste editie van de UEFA Nations League werden de divisies en de landen daarin bepaald door de FIFA-wereldranglijst. Nederland hoorde bij de beste 12 Europese landen en werd ingedeeld in Divisie A. Voor de loting zat het in pot 3, de pot voor de laagstgeplaatste landen.
De loting vond plaats op woensdag 24 januari 2018 in Lausanne, Zwitserland. Nederland werd bij die loting ingedeeld bij Duitsland, wereldkampioen in 2014, en Frankrijk, wereldkampioen in 2018.

## Oefenwedstrijden
Als andere landen in dezelfde poule wel spelen, maar Nederland niet, speelt het Nederlands elftal oefenwedstrijden.
In deze vriendschappelijke duellen neemt Nederland het op tegen Peru (2-1 winst) en zuiderburen België (1-1).

## Groep A

### Tussenstand
| Pos | Land      | Wed | Win | Gel | Ver | DV | DT | +/- | Pnt |                      |
| --- | --------- | --- | --- | --- | --- | -- | -- | --- | --- | -------------------- |
| 1   | Nederland | 4   | 2   | 1   | 1   | 8  | 3  | +5  | 7   | Halve finale         |
| 2   | Frankrijk | 4   | 2   | 1   | 1   | 4  | 4  | 0   | 7   |                      |
| 3   | Duitsland | 4   | 0   | 2   | 2   | 3  | 7  | -4  | 2   | Degradatie divisie B |

### Wedstrijden
|                            |                       |       |           |                                                                                            |
| 9 september 2018 20:45 uur | Frankrijk             | 2 − 1 | Nederland | Stade de France, Saint-Denis Toeschouwers: 76.452 Scheidsrechter: Alberto Undiano Mallenco |
| 9 september 2018 20:45 uur | Mbappé 14' Giroud 75' |       | 67' Babel | Stade de France, Saint-Denis Toeschouwers: 76.452 Scheidsrechter: Alberto Undiano Mallenco |

|                           |                                        |       |           |                                                                                  |
| 13 oktober 2018 20:45 uur | Nederland                              | 3 − 0 | Duitsland | Johan Cruijff ArenA, Amsterdam Toeschouwers: 54.990 Scheidsrechter: Cüneyt Çakır |
| 13 oktober 2018 20:45 uur | van Dijk 30' Depay 86' Wijnaldum 90+3' |       |           | Johan Cruijff ArenA, Amsterdam Toeschouwers: 54.990 Scheidsrechter: Cüneyt Çakır |

|                            |                                  |       |           |                                                                                   |
| 16 november 2018 20:45 uur | Nederland                        | 2 − 0 | Frankrijk | Stadion Feijenoord, Rotterdam Toeschouwers: 51.117 Scheidsrechter: Anthony Taylor |
| 16 november 2018 20:45 uur | Wijnaldum 44' Depay 90+6' (pen.) |       |           | Stadion Feijenoord, Rotterdam Toeschouwers: 51.117 Scheidsrechter: Anthony Taylor |

|                            |                    |       |                         |                                                                                  |
| 19 november 2018 20:45 uur | Duitsland          | 2 − 2 | Nederland               | Veltins-Arena, Gelsenkirchen Toeschouwers: 42.186 Scheidsrechter: Ovidiu Haţegan |
| 19 november 2018 20:45 uur | Werner 9' Sané 19' |       | 85' Promes 90' van Dijk | Veltins-Arena, Gelsenkirchen Toeschouwers: 42.186 Scheidsrechter: Ovidiu Haţegan |

## Eindronde
Doordat het Nederlands elftal groepswinnaar is geworden, speelt het ook nog een toernooi met andere groepswinnaars uit divisie A. De loting van dit toernooi zal plaatsvinden op 3 december 2018 om 14.30 in het Shelbourne Hotel in Dublin, Ierland.
|  | Halve finale       | Halve finale       |   |                    | Finale             | Finale |
|  |                    |                    |   |                    |                    |        |
|  | 5 juni — Porto     |                    |   |                    |                    |        |
|  | Portugal           | 3                  |   |                    |                    |        |
|  | Zwitserland        | 1                  |   |                    |                    |        |
|  |                    |                    |   |                    |                    |        |
|  |                    |                    |   |                    | 9 juni — Porto     |        |
|  |                    |                    |   |                    | Portugal           | 1      |
|  |                    | Nederland          | 0 |                    |                    |        |
|  |                    |                    |   |                    |                    |        |
|  |                    |                    |   |                    | Troostfinale       |        |
|  | 6 juni — Guimarães | 6 juni — Guimarães |   | 9 juni — Guimarães | 9 juni — Guimarães |        |
|  | Nederland          | 3                  |   | Zwitserland        | 0 (5)              |        |
|  | Engeland           | 1                  |   |                    | Engeland           | 0 (6)  |

Halve finale
|                   |                                           |            |                     |                                                                                            |
| 6 juni 2019 20:45 | Nederland                                 | 3 – 1 (nv) | Engeland            | Estádio D. Afonso Henriques, Guimarães Toeschouwers: 25.711 Scheidsrechter: Clément Turpin |
| 6 juni 2019 20:45 | de Ligt 73' Walker 97' (e.d.) Promes 114' |            | 32' (pen.) Rashford | Estádio D. Afonso Henriques, Guimarães Toeschouwers: 25.711 Scheidsrechter: Clément Turpin |

Finale
|                   |            |       |           |                                                                                        |
| 9 juni 2019 20:45 | Portugal   | 1 – 0 | Nederland | Estádio do Dragão, Porto Toeschouwers: 43.199 Scheidsrechter: Alberto Undiano Mallenco |
| 9 juni 2019 20:45 | Guedes 60' |       |           | Estádio do Dragão, Porto Toeschouwers: 43.199 Scheidsrechter: Alberto Undiano Mallenco |

## Selecties

### Eerste periode
De volgende spelers behoren tot de selectie voor de wedstrijd tegen  Frankrijk op 9 september.
| Doel        |                     |     |    |                        |
|             | Jasper Cillessen    | 40  | 0  | FC Barcelona           |
|             | Jeroen Zoet         | 11  | 0  | PSV                    |
|             | Sergio Padt         | 0   | 0  | FC Groningen           |
| Verdediging |                     |     |    |                        |
|             | Daley Blind         | 54  | 2  | Ajax                   |
|             | Stefan de Vrij      | 36  | 3  | Internazionale         |
|             | Daryl Janmaat       | 32  | 0  | Watford FC             |
|             | Virgil van Dijk     | 19  | 1  | Liverpool FC           |
|             | Kenny Tete          | 9   | 0  | Olympique Lyon         |
|             | Patrick van Aanholt | 8   | 0  | Crystal Palace FC      |
|             | Nathan Aké          | 7   | 1  | AFC Bournemouth        |
|             | Matthijs de Ligt    | 7   | 0  | Ajax                   |
| Middenveld  |                     |     |    |                        |
|             | Wesley Sneijder     | 133 | 31 | Al-Gharafa             |
|             | Georginio Wijnaldum | 48  | 8  | Liverpool FC           |
|             | Kevin Strootman     | 41  | 3  | Olympique Marseille    |
|             | Davy Pröpper        | 11  | 3  | Brighton & Hove Albion |
|             | Tonny Vilhena       | 11  | 0  | Feyenoord              |
|             | Marten de Roon      | 5   | 0  | Atalanta Bergamo       |
|             | Donny van de Beek   | 4   | 0  | Ajax                   |
|             | Ruud Vormer         | 2   | 0  | Club Brugge            |
|             | Frenkie de Jong     | 0   | 0  | Ajax                   |
| Aanval      |                     |     |    |                        |
|             | Ryan Babel          | 49  | 7  | Beşiktaş JK            |
|             | Memphis Depay       | 37  | 9  | Olympique Lyon         |
|             | Quincy Promes       | 28  | 5  | Sevilla FC             |
|             | Luuk de Jong        | 14  | 4  | PSV                    |
|             | Justin Kluivert     | 1   | 0  | AS Roma                |

### Tweede periode
De volgende spelers behoren tot de selectie voor de wedstrijd tegen  Duitsland op 13 oktober.
| Rugnummer   | Naam                      | Wedstrijden | Doelpunten | Club                   |
| ----------- | ------------------------- | ----------- | ---------- | ---------------------- |
| Doel        |                           |             |            |                        |
|             | Jasper Cillessen          | 42          | 0          | FC Barcelona           |
|             | Jeroen Zoet               | 11          | 0          | PSV                    |
|             | Marco Bizot               | 0           | 0          | AZ                     |
| Verdediging |                           |             |            |                        |
|             | Daley Blind               | 56          | 2          | Ajax                   |
|             | Stefan de Vrij            | 36          | 3          | Internazionale         |
|             | Hans Hateboer             | 2           | 0          | Atalanta Bergamo       |
|             | Virgil van Dijk           | 19          | 1          | Liverpool FC           |
|             | Denzel Dumfries           | 9           | 0          | PSV                    |
|             | Patrick van Aanholt       | 0           | 0          | Crystal Palace FC      |
|             | Nathan Aké                | 7           | 1          | AFC Bournemouth        |
|             | Matthijs de Ligt          | 7           | 0          | Ajax                   |
| Middenveld  |                           |             |            |                        |
|             | Georginio Wijnaldum       | 48          | 8          | Liverpool FC           |
|             | Kevin Strootman           | 41          | 3          | Olympique Marseille    |
|             | Davy Pröpper              | 11          | 3          | Brighton & Hove Albion |
|             | Tonny Vilhena             | 11          | 0          | Feyenoord              |
|             | Marten de Roon            | 5           | 0          | Atalanta Bergamo       |
|             | Donny van de Beek         | 4           | 0          | Ajax                   |
|             | Pablo Rosario             | 0           | 0          | PSV                    |
|             | Frenkie de Jong           | 0           | 0          | Ajax                   |
| Aanval      |                           |             |            |                        |
|             | Steven Bergwijn           | 0           | 0          | PSV                    |
|             | Memphis Depay             | 37          | 9          | Olympique Lyon         |
|             | Quincy Promes             | 28          | 5          | Sevilla FC             |
|             | Luuk de Jong              | 14          | 4          | PSV                    |
|             | Arnaut Danjuma Groeneveld | 0           | 0          | Club Brugge            |

### Derde periode
De volgende spelers behoren tot de selectie voor de wedstrijden tegen  Frankrijk en  Duitsland op 16 en 19 november.
| Rugnummer   | Naam                | Wedstrijden | Doelpunten | Club                |
| ----------- | ------------------- | ----------- | ---------- | ------------------- |
| Doel        |                     |             |            |                     |
|             | Jasper Cillessen    | 44          | 0          | FC Barcelona        |
|             | Jeroen Zoet         | 11          | 0          | PSV                 |
|             | Marco Bizot         | 0           | 0          | AZ                  |
| Verdediging |                     |             |            |                     |
|             | Daley Blind         | 58          | 2          | Ajax                |
|             | Stefan de Vrij      | 37          | 3          | Internazionale      |
|             | Kenny Tete          | 11          | 0          | Olympique Lyon      |
|             | Virgil van Dijk     | 22          | 2          | Liverpool FC        |
|             | Denzel Dumfries     | 2           | 0          | PSV                 |
|             | Patrick van Aanholt | 9           | 0          | Crystal Palace FC   |
|             | Nathan Aké          | 9           | 1          | AFC Bournemouth     |
|             | Matthijs de Ligt    | 11          | 0          | Ajax                |
| Middenveld  |                     |             |            |                     |
|             | Georginio Wijnaldum | 51          | 9          | Liverpool FC        |
|             | Kevin Strootman     | 43          | 3          | Olympique Marseille |
|             | Tonny Vilhena       | 13          | 0          | Feyenoord           |
|             | Marten de Roon      | 6           | 0          | Atalanta Bergamo    |
|             | Donny van de Beek   | 5           | 0          | Ajax                |
|             | Pablo Rosario       | 1           | 0          | PSV                 |
|             | Frenkie de Jong     | 3           | 0          | Ajax                |
| Aanval      |                     |             |            |                     |
|             | Steven Bergwijn     | 2           | 0          | PSV                 |
|             | Memphis Depay       | 42          | 12         | Olympique Lyon      |
|             | Quincy Promes       | 32          | 5          | Sevilla FC          |
|             | Luuk de Jong        | 16          | 4          | PSV                 |
|             | Ryan Babel          | 52          | 8          | Beşiktaş            |
|             | Javairô Dilrosun    | 0           | 0          | Hertha BSC          |

### Eindronde
| Rugnummer   | Naam                | Wedstrijden | Doelpunten | Club                   |
| ----------- | ------------------- | ----------- | ---------- | ---------------------- |
| Doel        |                     |             |            |                        |
|             | Jasper Cillessen    | 48          | 0          | FC Barcelona           |
|             | Kenneth Vermeer     | 5           | 0          | Feyenoord              |
|             | Marco Bizot         | 0           | 0          | AZ                     |
| Verdediging |                     |             |            |                        |
|             | Daley Blind         | 62          | 2          | Ajax                   |
|             | Stefan de Vrij      | 37          | 3          | Inter Milan            |
|             | Virgil van Dijk     | 26          | 4          | Liverpool FC           |
|             | Matthijs de Ligt    | 15          | 1          | Ajax                   |
|             | Nathan Aké          | 10          | 1          | AFC Bournemouth        |
|             | Patrick van Aanholt | 9           | 0          | Crystal Palace FC      |
|             | Denzel Dumfries     | 5           | 0          | PSV                    |
|             | Hans Hateboer       | 3           | 0          | Atalanta Bergamo       |
| Middenveld  |                     |             |            |                        |
|             | Georginio Wijnaldum | 55          | 11         | Liverpool FC           |
|             | Kevin Strootman     | 43          | 3          | Olympique Marseille    |
|             | Tonny Vilhena       | 15          | 0          | Feyenoord              |
|             | Davy Pröpper        | 14          | 3          | Brighton & Hove Albion |
|             | Marten de Roon      | 10          | 0          | Atalanta Bergamo       |
|             | Frenkie de Jong     | 7           | 0          | Ajax                   |
|             | Donny van de Beek   | 5           | 0          | Ajax                   |
| Aanval      |                     |             |            |                        |
|             | Ryan Babel          | 56          | 8          | Fulham                 |
|             | Memphis Depay       | 46          | 16         | Olympique Lyon         |
|             | Quincy Promes       | 36          | 6          | Sevilla FC             |
|             | Luuk de Jong        | 18          | 4          | PSV                    |
|             | Steven Bergwijn     | 2           | 0          | PSV                    |

## Statistieken

### Tussenstand
| Stand | Gespeeld | Gewonnen | Gelijk | Verloren | Punten | Doelpunten voor | Doelpunten tegen | Gele kaarten | Twee gele kaarten in 1 wedstrijd | Rode kaarten |
| ----- | -------- | -------- | ------ | -------- | ------ | --------------- | ---------------- | ------------ | -------------------------------- | ------------ |
| 1 (2) | 6        | 3        | 1      | 2        | 7      | 11              | 6                | 4            | 0                                | 0            |

### Doelpunten
| Nr.    | Topscorer           | Wed. | Goals | Assists | Gem. goals |
| ------ | ------------------- | ---- | ----- | ------- | ---------- |
| 1.     | Memphis Depay       | 6    | 2     | 2       | 0,33       |
| 1.     | Quincy Promes       | 6    | 2     | 1       | 0,33       |
| 1.     | Georginio Wijnaldum | 6    | 2     | 0       | 0,33       |
| 1.     | Virgil van Dijk     | 6    | 2     | 0       | 0,33       |
| 2.     | Ryan Babel          | 6    | 1     | 0       | 0,17       |
| 2.     | Matthijs de Ligt    | 6    | 1     | 0       | 0,17       |
| Totaal | Totaal              | 36   | 10    | 3       | 0,28       |

### Assists
| Nr.    | Top assists    | Wed. | Assists | Goals | Gem. assists |
| ------ | -------------- | ---- | ------- | ----- | ------------ |
| 1.     | Memphis Depay  | 6    | 2       | 2     | 0,33         |
| 2.     | Kenny Tete     | 2    | 1       | 0     | 0,5          |
| 2.     | Marten de Roon | 5    | 1       | 0     | 0,20         |
| 2.     | Quincy Promes  | 6    | 1       | 2     | 0,17         |
| 2.     | Daley Blind    | 6    | 1       | 0     | 0,17         |
| Totaal | Totaal         | 25   | 6       | 4     | 0,24         |

### Keepers: Tegendoelpunten en de nul gehouden
| Speler           | Wed | Doelpunten tegen | Gem | De nul gehouden |
| ---------------- | --- | ---------------- | --- | --------------- |
| Marco Bizot      | 0   | 0                | 0   | 0               |
| Jasper Cillessen | 6   | 6                | 1   | 2               |
| Sergio Padt      | 0   | 0                | 0   | 0               |
| Jeroen Zoet      | 0   | 0                | 0   | 0               |
| Kenneth Vermeer  | 0   | 0                | 0   | 0               |

### Kaarten en schorsingen
| Speler              | Gele kaart(en) | Aantal geschorste wedstrijden door gele kaarten | Twee gele kaarten in 1 wedstrijd aan dezelfde speler | Rode kaart(en) | Aantal geschorste wedstrijden door rode kaarten | Totaal aantal geschorste wedstrijden |
| ------------------- | -------------- | ----------------------------------------------- | ---------------------------------------------------- | -------------- | ----------------------------------------------- | ------------------------------------ |
| Georginio Wijnaldum | 2              | —                                               | —                                                    | —              | —                                               | —                                    |
| Denzel Dumfries     | 2              | —                                               | —                                                    | —              | —                                               | —                                    |
| Matthijs de Ligt    | 1              | —                                               | —                                                    | —              | —                                               | —                                    |
| Donny van de Beek   | 1              | —                                               | —                                                    | —              | —                                               | —                                    |
| Luuk de Jong        | 1              | —                                               | —                                                    | —              | —                                               | —                                    |
| Totaal              | 7              | —                                               | —                                                    | —              | —                                               | —                                    |